# Paper de filtre
El  paper de filtre  és un paper que es talla en forma arrodonida i s'introdueix en un embut, per tal de ser filtre per les impureses insolubles i permetre el pas a la solució a través dels seus porus.
El "paper filtre" s'usa principalment en laboratoris analítics per filtrar solucions homogènies. Normalment està constituït per derivats de cel·lulosa i permet el maneig de solucions amb pH entre 0 i 12 i temperatures de fins a 120 °C.
Normalment tenen una àrea aproximada de 10 cm² i un pes aproximat des de 80 fins a 130 g/m². Actualment es poden aconseguir papers filtre de diferents rugositats i diàmetres de porus.